# Foutanké (cheval)
Pour les articles homonymes, voir Foutanké.
Le Foutanké, ou Fouta, est une race de chevaux de selle légers, originaire du Sénégal, en Afrique de l'Ouest. Très méconnu en raison de l'absence de documentation écrite, il résulte du croisement entre deux autres races, le cheval du Fleuve et le M'Bayar. Toisant 1,35 m à 1,50 m, il est employé monté, notamment en course ; il est aussi attelé. Surtout élevé dans la région du Sine Saloum, le niveau de menace pesant sur ses effectifs est inconnu.

## Histoire
« Foutanké » est le nom local de la race, également connue sous celui de « Narougor » d'après CAB International. Il n'existe pas de documentation écrite relative à l'histoire de l'élevage du cheval au Sénégal. Le Foutanké provient du croisement entre un étalon du Fleuve et une jument M'Bayar,,. CAB International le classe parmi les poneys de type Barbe originaires d'Afrique de l'Ouest, dans le groupe des « Barbe d'Afrique de l'Ouest ». En revanche, Magatte Ndiaye le compte parmi les chevaux. 
En 1947, R. Larrat publie une étude des chevaux du Sénégal, dans laquelle il cite trois races, Le M'Bayar, le Foutanké et le M'par. Il décrit le Foutanké comme « un essai de
transformation du M'Bayar par croisement, en vue d’accroître sa taille », précisant que « les résultats ne sont pas toujours très heureux », de nombreux chevaux issus de ces croisements étant « étriqués » ou « levretés ». D'après lui, les meilleurs Foutankés toisent entre 1,38 m et 1,43 m.
Après la Seconde Guerre mondiale, la population équine du Sénégal (toutes races confondues) est estimée à 30 000 têtes. Elle augmente substantiellement les années suivantes, avec 216 000 têtes en 1978, puis 400 000 têtes en 1996, soit la plus vaste population de chevaux de toute l’Afrique de l'Ouest.

## Description
D'après le guide Delachaux, le Foutanké toise de 1,35 m à 1,50 m au garrot. Les mesures réalisées par Larrat en 1947 donnent une moyenne de 1,41 m, et signalent qu'il s'agit d'un cheval eumétrique. Il est très proche du cheval du Fleuve, mais plus grossier que ce dernier.
Les robes les plus fréquentes sont le gris et l'alezan. Ces chevaux sont réputés rustiques et résistants.
Le Foutanké constitue l'une des quatre races de chevaux reconnues au Sénégal (2003), toujours sur la base de la description de Larrat, mais les nombreux brassages entre chevaux sénégalais rendent la notion de « race pure » difficile à appliquer.

## Utilisations
Ces chevaux sont indifféremment employés sous la selle, à l'attelage et pour les travaux d'agriculture. Ils sont particulièrement recherchés pour les courses.

## Diffusion de l'élevage
La race est propre au Sénégal. D'après Georges Doutressoulle, le Foutanké est élevé dans la région du Sine Saloum. En 2007, la FAO ne disposait d'aucune donnée d'estimation du niveau de menace potentiel pesant sur le Foutanké. L'étude menée par Rupak Khadka de l'Université d'Uppsala, publiée en août 2010 pour la FAO, signale le Fouta comme race locale africaine dont le niveau de menace est inconnu. Son niveau de menace est également inconnu dans la base de données DAD-IS (2018).